# Cylindrodesmus
Cylindrodesmus är ett släkte av mångfotingar. Cylindrodesmus ingår i familjen orangeridubbelfotingar.
Kladogram enligt Catalogue of Life:
| Cylindrodesmus | \| \| Cylindrodesmus hirsutus \| \| \| \| \| \| Cylindrodesmus villosus \| \| \| \| |
|                | \| \| Cylindrodesmus hirsutus \| \| \| \| \| \| Cylindrodesmus villosus \| \| \| \| |
|                | Cylindrodesmus hirsutus                                                             |
|                |                                                                                     |
|                | Cylindrodesmus villosus                                                             |
|                |                                                                                     |